# 王家祥 (作家)
王家祥（1966年4月21日—），曾用筆名雲水、李群等，臺灣自然作家、歷史小說家。高雄市岡山區人，國立中興大學森林學系畢業。曾獲時報文學獎、聯合報文學獎、賴和獎文學獎與吳濁流文學獎等。曾任台灣時報副刊主編、高雄柴山自然公園促進會會長。

## 爭議事件
自稱生態畫家，但有進行台灣流浪貓狗餵養等不符自然生態的爭議行為。
於2023年5月30日時參加動保團體抗議活動時，說出「就算農委會要來查緝我，都蘭是生態敏感區，我沒差！我躲給你看啦！」

## 作品
自然寫作
- 《文明荒野》1990
- 《四季的聲音》1997
- 《自然禱告者》1992
- 《遇見一棵呼喚你的樹》2001
- 《我住在哈瑪星的漁人碼頭》2002
- 《徒步》2004

台灣歷史小說
- 《小矮人之謎》1996
- 《關於拉馬達仙仙與拉荷阿雷》1996
- 《山與海》1996
- 《倒風內海》1997
- 《海中鬼影-鰓人》1999
- 《魔神仔》2002

短篇小說集
- 《打領帶的貓》1990
- 《深藍》2000

圖文作品
- 《窗口邊的小雨燕》1998

## 外部連結
- 王家祥 （页面存档备份，存于） - 九歌文學網
- 王家祥 - 中央廣播電臺
- 王家祥簡介[永久]

1. ↑  .   [2023-06-05]. （原始内容存档于2023-06-05）.